# Veddriq Leonardo
Veddriq Leonardo (* 11. März 1997 in Pontianak) ist ein indonesischer Sportkletterer, der sich auf Speedklettern spezialisiert hat. 2023 kletterte er als Erster die Speedroute in unter fünf Sekunden und wurde 2024 Olympiasieger.

## Karriere

### Wettkampfklettern
Leonardo begann mit dem Sportklettern in seinem ersten Jahr an der High School. Im Jahr 2014 nahm er an seiner ersten nationalen Meisterschaft teil, wo er unter die besten acht kam. Im Jahr 2016 gewann er seine erste Medaille (Bronze) bei der nationalen Juniorenmeisterschaft. Sein erster internationaler Wettkampf war der Weltcup 2018 in Moskau, wo er Dritter wurde.
2019 wurde er Asienmeister und Zweiter in der Disziplin Speed Relay. 2022 wurde er Zweiter im Speed. Im gleichen Jahr gewann er die World Games in Birmingham in der Disziplin Speed.
Leonardo gewann 2021, 2022 und 2023 den Gesamtweltcup.
Im Juni 2024 sicherte er sich mit dem zweiten Platz in der olympischen Qualifikationsserie die Teilnahme beim Speedklettern bei den Olympischen Sommerspielen 2024 in Paris. Bei den Spielen brach Leonardo in der Qualifikation mit 4,92 und 4,79 Sekunden jeweils den olympischen Rekord, die zweite Zeit lag mit Samuel Watsons Weltrekord gleichauf. Dieser verbesserte den Weltrekord im Verlauf des Wettkampfs auf 4,75 und 4,74 Sekunden. Im Finale unterbot Leonardo mit einer persönlichen Bestzeit von 4,75 Sekunden Wu Pengs Lauf um zwei Hundertstel und wurde erster Olympiasieger im Speedklettern.

### Weltrekorde
Am 28. Mai 2021 gelang es ihm beim Weltcup in Salt Lake City Kiromal Katibins Weltrekord von 5,25 Sekunden zu unterbieten, indem er die Speedroute in 5,208 Sekunden kletterte. Knapp ein Jahr später unterbot Katibin mit 5,17 Sekunden beim Weltcup in Seoul erneut den Weltrekord. Im Folgejahr erreichte Leonardo am 28. April 2023 ebenfalls beim Weltcup in Seoul eine neue Bestzeit. In der Qualifikationsrunde kletterte er die Route in 4,98 Sekunden und damit als erster Kletterer überhaupt unter fünf Sekunden. Im Viertelfinale konnte er mit 4,90 Sekunden seine Rekordzeit nochmals verbessern. Bei den Olympischen Spielen 2024 zog er mit Samuel Watsons Rekord von 4,79 Sekunden gleich.